# Крещение евнуха (картина)
Крещение евнуха (нидерл. De doop van de kamerling) — картина голландского художника Рембрандта Харменса ван Рейна, созданная в 1626 году. Основой послужил библейский сюжет из 8-й главы Деяний апостолов, входящей в Новый Завет. Картина находится в музее монастыря Святой Екатерины (Утрехт).
Картина содержит элементы нескольких пейзажных картин Питера Ластмана на ту же тему. Рембрандт расположил заимствованные части в новой живописной композиции и значительно уплотнил их по сравнению с моделями своего учителя. Картина была неизвестна историкам искусства, пока её не нашли в частной гостиной в 1974 году. Из-за большого числа совпадений с элементами других картин из раннего творчества Рембрандта, картина с тех пор неизменно признается оригиналом, выполненным рукой Рембрандта.

## Описание
На переднем плане, по центру, стоит на коленях чернокожий мужчина в горностаевом плаще поверх пурпурной мантии и белой набедренной повязке. У него чёрные, короткие вьющиеся волосы и борода на щеках. Он носит золотой кулон на левом ухе и золотое кольцо на большом пальце правой руки. Его левое колено опирается на землю, а правая нога согнута, стопа стоит на земле. Мужчина стоит лицом к левому переднему плану, скрестив руки на груди, так что макушка его головы находится в центре картины, а правая рука следует по диагонали картины в левый нижний угол.
Слева от центра картины стоит высокий белый мужчина с редеющей чёлкой волос и длинной седой бородой, одетый в светло-коричневую мантию, на теле которого оранжевая повязка, а поверх неё фиолетовый плащ. Он смотрит вниз на голову чернокожего и делает благословляющий жест правой рукой, который в данном контексте следует рассматривать как жест крещения.
Позади сидит на корточках другой чернокожий мужчина, который кажется намного моложе, у него короткие чёрные волосы. Он одет в серо-зелёную мантию с замысловатым узором по подолу и зелёный плащ. Его плащ застёгнут на правом плече золотой брошью, на левом ухе он носит большое кольцо. Он внимательно наблюдает за крещением и держит на коленях тюрбан своего хозяина из синей и красной ткани.
Справа от центра картины изображен человек восточной внешности, в длинном синем халате и похожем на тюрбан бело-фиолетовом головном уборе с белым пером. Он держит перед собой большую открытую книгу и смотрит в сторону зрителя. Позади него, лицом к правому краю картины, стоит открытая карета с двумя лошадьми, в которой сидит белый человек в восточном костюме, с кнутом на стойке кареты и ещё один слуга позади него. Позади двух лошадей стоит всадник, также одетый в восточный костюм, лицом влево и смотрит в сторону зрителя, как и два кучера. Он несет колчан со стрелами на седле, виден только хвост его лошади.
На фоне слева видно пальму, поднимающуюся к верхнему краю картины. На правом краю картины вид простирается далеко вдаль, с возвышающимися скалами или силуэтом города на фоне двух холмов. Слева на переднем плане — большая коричнево-белая собака, которая пьет воду из реки в левом нижнем углу. Справа от него, но всё еще на левом переднем плане, находятся некоторые травы. Правый передний план свободен, здесь художник вырезал неровную текстуру в краске деревянным стержнем кисти. В правом нижнем углу — монограмма и дата RH 1626. Подпись соответствует другим подписям Рембрандта 1626 года.

## Исследования

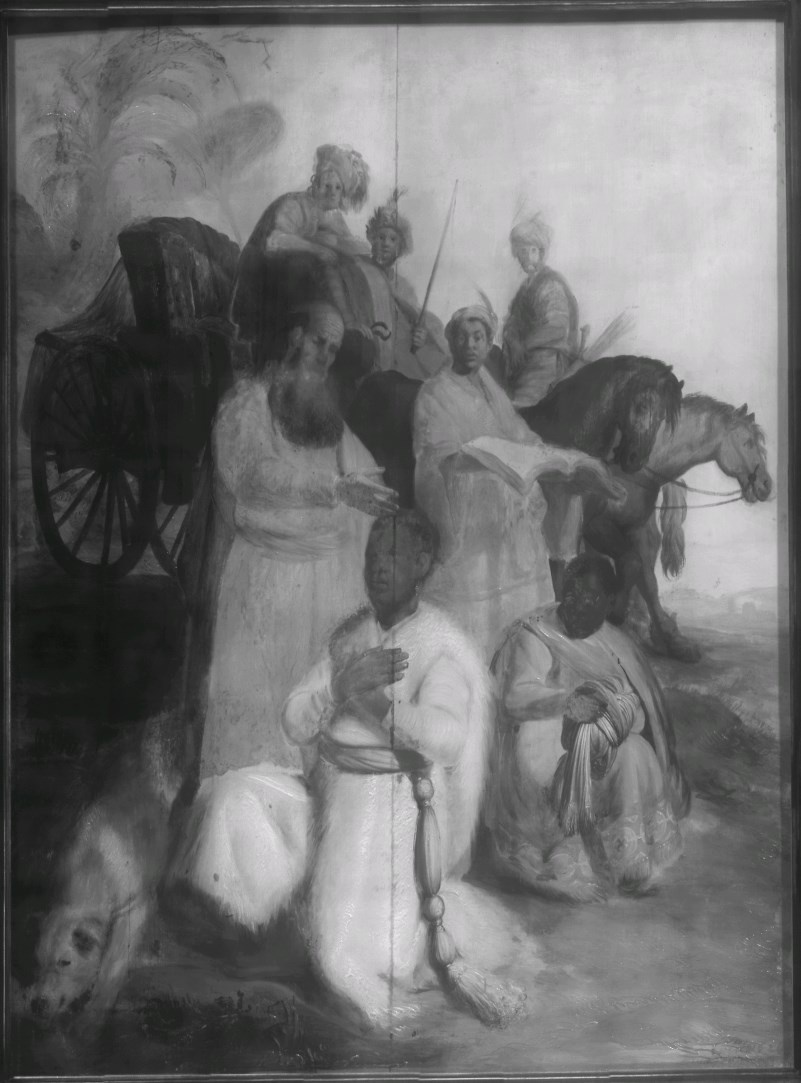
Инфракрасная фотография (слева) до реставрации в 1976 году

Картина размером 63,5 × 48 см написана масляной краской на панели из балтийского дуба толщиной около десяти миллиметров с вертикальной текстурой. Панель состоит из двух частей, левая имеет ширину 23,6 см (± 0,4 см). Задняя часть была выстругана вогнутым лезвием, оставившим широкие вертикальные борозды. Края скошены до ширины 3,5 см на правой оборотной стороне и 4 см на других краях. На момент обнаружения две части картины удерживались вместе только тремя узкими полосками дерева, приклеенными к задней части. Они были неправильно выровнены друг с другом и больше не могли быть соединены с точной подгонкой, вероятно, в результате прошлой непрофессиональной обработки. Во время реставрации с июля по август 1976 года они были склеены, а на стыке добавлена недостающая древесина толщиной до 0,5 мм. Деревянные планки на задней стороне были удалены. Дендрохронологическая экспертиза выявила самый ранний возможный год использования деревянной панели — 1615, а предполагаемая дата происхождения картины — 1621 и позже. Деревянная панель имеет светло-жёлтый грунт.
Светло-жёлтый грунт появляется только в нескольких местах с очень тонким нанесением краски, например, на углах страниц книги, а также в некоторых местах с повреждением красочного слоя. Первая желто-коричневая грунтовка состоит из извести и клея. Поверх этого в качестве второй грунтовки наносились свинцовые белила с темно-коричневым и в некоторых местах черным пигментом. Лакокрасочный слой в целом находится в хорошем состоянии, лишь на некоторых участках наблюдается износ от чрезмерной чистки. В некоторых местах, например, на стволе пальмы, на плече Филиппа и на локте коленопреклоненного слуги, цвет утрачен из-за проникновения ногтей с тыльной стороны на лицевую. В нескольких местах имеется тонкий кракелюр, а в некоторых других местах — трещины в результате усадки красочного слоя. Во время реставрации в 1976 году старый слой лака был удален и заменен новым.
Инфракрасный снимок показывает предварительный набросок в области неба, который был отброшен и закрашен. Там должен был находится вытянутый зонт, как на картине «Крещение камергера мавра апостолом Филиппом», написанной несколькими годами ранее учителем Рембрандта Питером Ластманом. На снимке видны некоторые изменения, внесённые Рембрандтом в ходе работы. Например, колесо повозки планировалось сделать большего размера, а его ступица на рентгеновском снимке ниже, чем на картине. Вместо пальмы, изображенной слева вверху, в первом варианте должно было быть изображено лиственное дерево. Живописные элементы, которые сначала были нанесены на уже окрашенное небо, не видны на рентгеновском снимке. Это касается пальмы и хвоста лошади, повернутого влево.

## Сюжет картины
Сюжет картины связан с библейской историей — крещением евнуха из Кандаке Филиппом, одним из семи диаконов. Этот эпизод описан в конце 8 главы книги Луки «Деяния апостолов» (Деян. 8:26-40). Евнух, возвращаясь из Иерусалима, где он поклонялся Богу, встречает дьякона Филиппа. Филипп соглашается объяснить Писание евнуху, который читает книгу Исаии. После провозглашения путнику христианского учения на примере из книги евнух готов принять крещение. Он стал первым христианином из язычников, чьё крещение записано в Библии. Только после него крестился римский сотник Корнилий со своими родственниками (Деян. 10).
Крещение евнуха имеет особое значение, поскольку в 5-й Книге Моисея евнухам было запрещено участвовать в еврейском богослужении (Втор. 23:2). Этому противопоставлялось обетование, данное странникам и бездетным в Книге пророка Исаии, в котором объявлялось, что они будут приняты в общину (Ис 56:3-5). В религиозной практике принятие евнуха в еврейскую общину было исключено и во времена Иисуса. Вопреки отдельным заявлениям в искусствоведческих изданиях, евнух не мог быть иудеем, хотя он мог поклоняться Богу вне храма. Только с крещением евнуха сбывается пророчество Исаии, но не с принятием его в народ Израиля, а с принятием его в христианскую общину.
На картине Рембрандта явно изображен акт крещения; в отличие от Библии, Филипп и евнух не спустились в реку вместе, а находятся на её берегу. В других изображениях библейских сцен Рембрандт также не придерживался буквального текста, как, например, на картине «Валаамова ослица», где ангел не преграждает путь, а появляется из облаков на заднем плане картины. Сцену крещения на суше, однако, впервые написал не Рембрандт, а лишь продолжил иконографическую традицию, сложившуюся ещё во второй половине XVI века.

## Художественно-историческая классификация

### Ранние работы Рембрандта

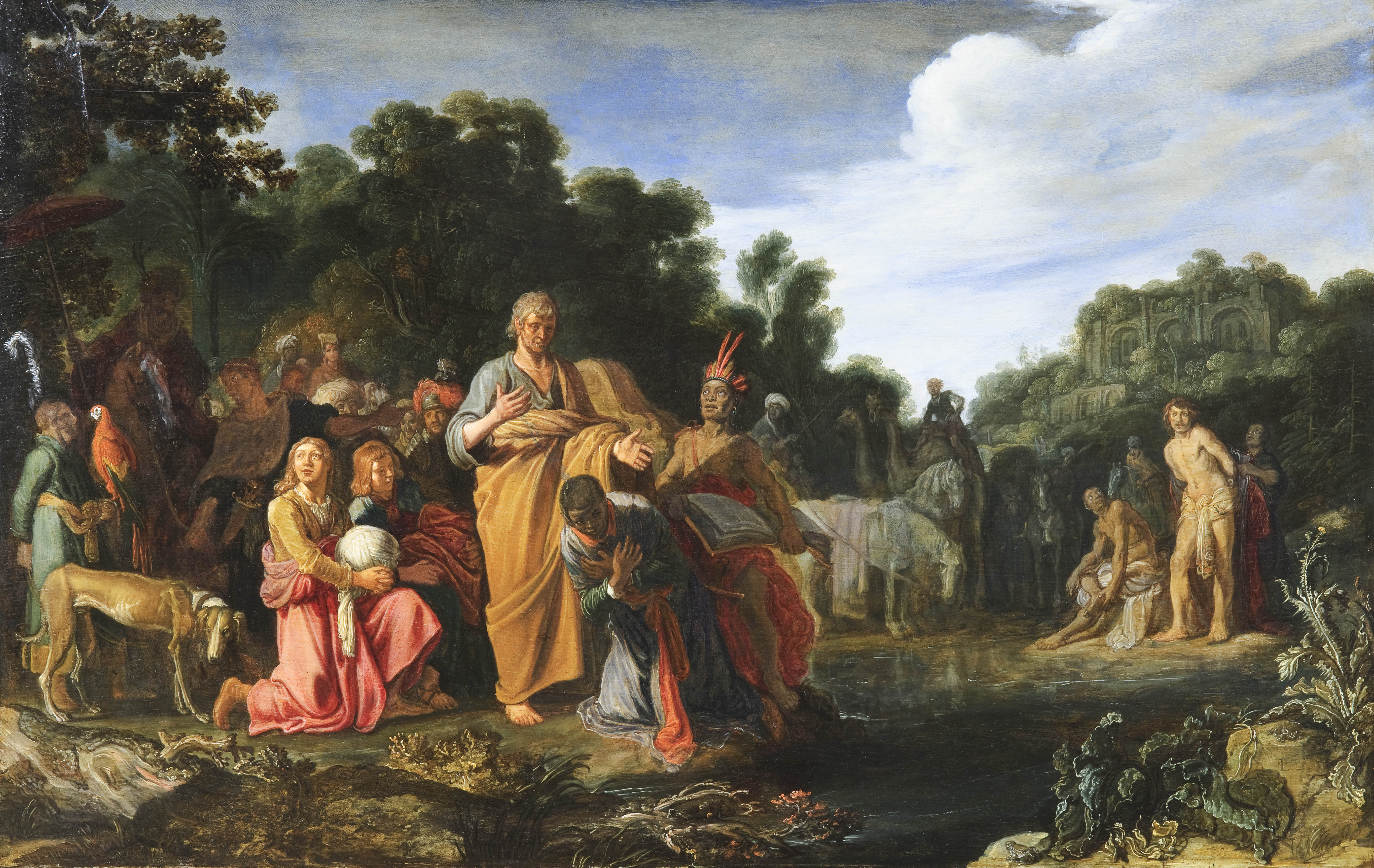
«Крещение евнуха» П. Ластмана 1615 или 1620

После трёх с половиной лет ученичества у Якоба ван Сваненбурга, которое началось в 1620 году, Рембрандт отправился в Амстердам в 1624 году, чтобы в течение шести месяцев учиться у Питера Ластмана. В 1625 году он вернулся в Лейден и открыл мастерскую вместе с Яном Ливенсом, который также учился у Ластмана. «Крещение евнуха» было написано под влиянием его учителя Питера Ластмана, который несколькими годами ранее сам написал несколько картин на ту же тему. Между интерпретациями Рембрандта и Ластмана существуют многочисленные параллели, такие как фигура Филиппа, дерево в левом верхнем углу, слуга с открытой книгой Исайи, повозка со слугой и кучером с кнутом, собака и зонтик над повозкой, которые Рембрандт в конечном итоге не написал. В отличие от картины «Валаамова ослица», Рембрандт взял только исходные элементы, но создал собственную композицию, не копируя их в точности. Однако он снова перенес сцены, написанные Ластманом в пейзажном формате, в свою собственную работу в формате портрета. Кроме того, он обогатил иконографию мотива крещения евнуха, хотя и не так широко, как в его «Валаамовой ослице». Искусствовед Фолькер Манут отметил, что собака, изображённая внизу слева, в отличие от собак Ластмана и его предшественников, имеет символический смысл. Собака Рембрандта удовлетворяет свою физическую потребность с помощью воды, в то время как евнух использует ту же среду для удовлетворения своих духовных потребностей".

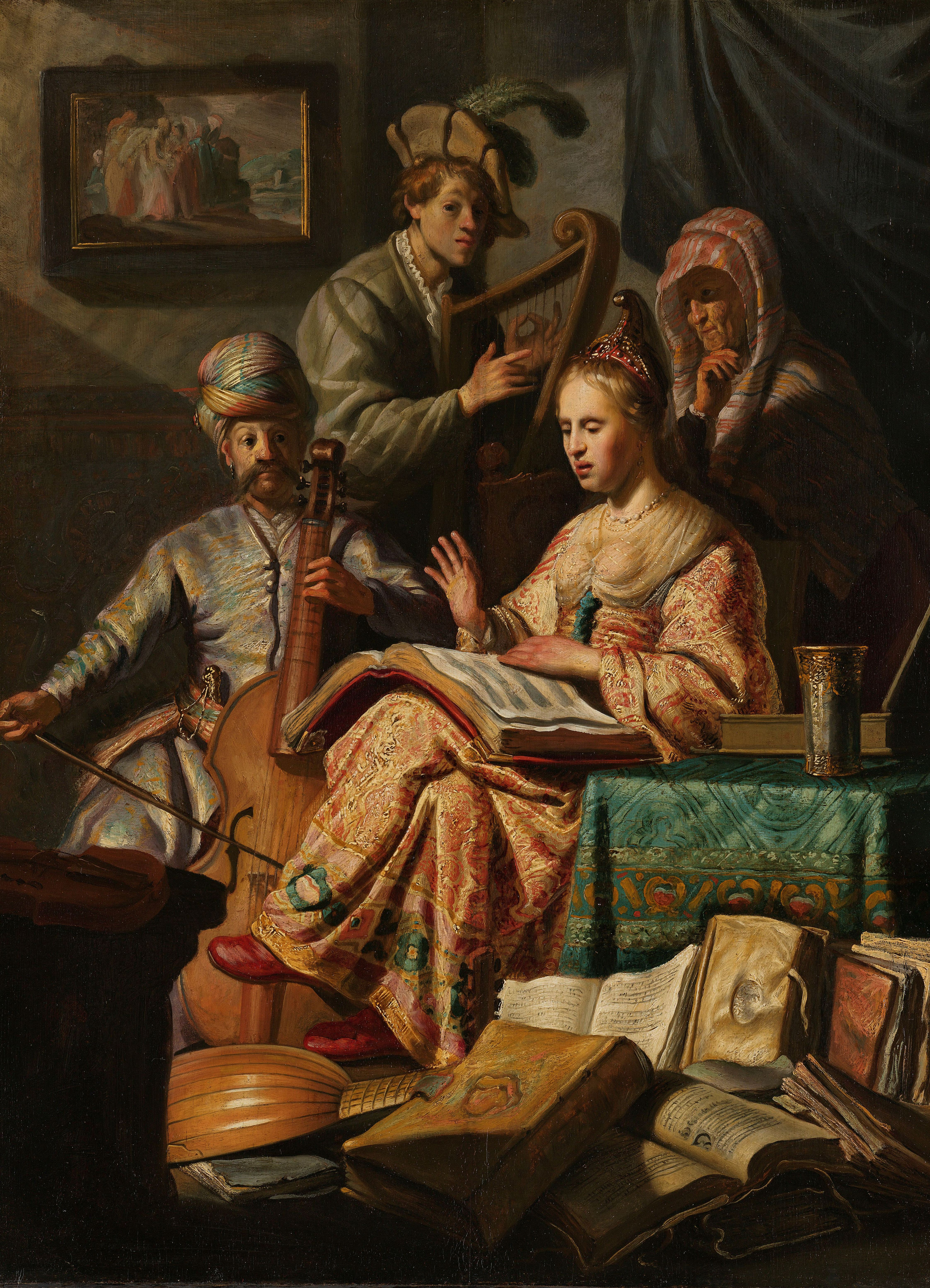
«Музицирующие» Рембрандта

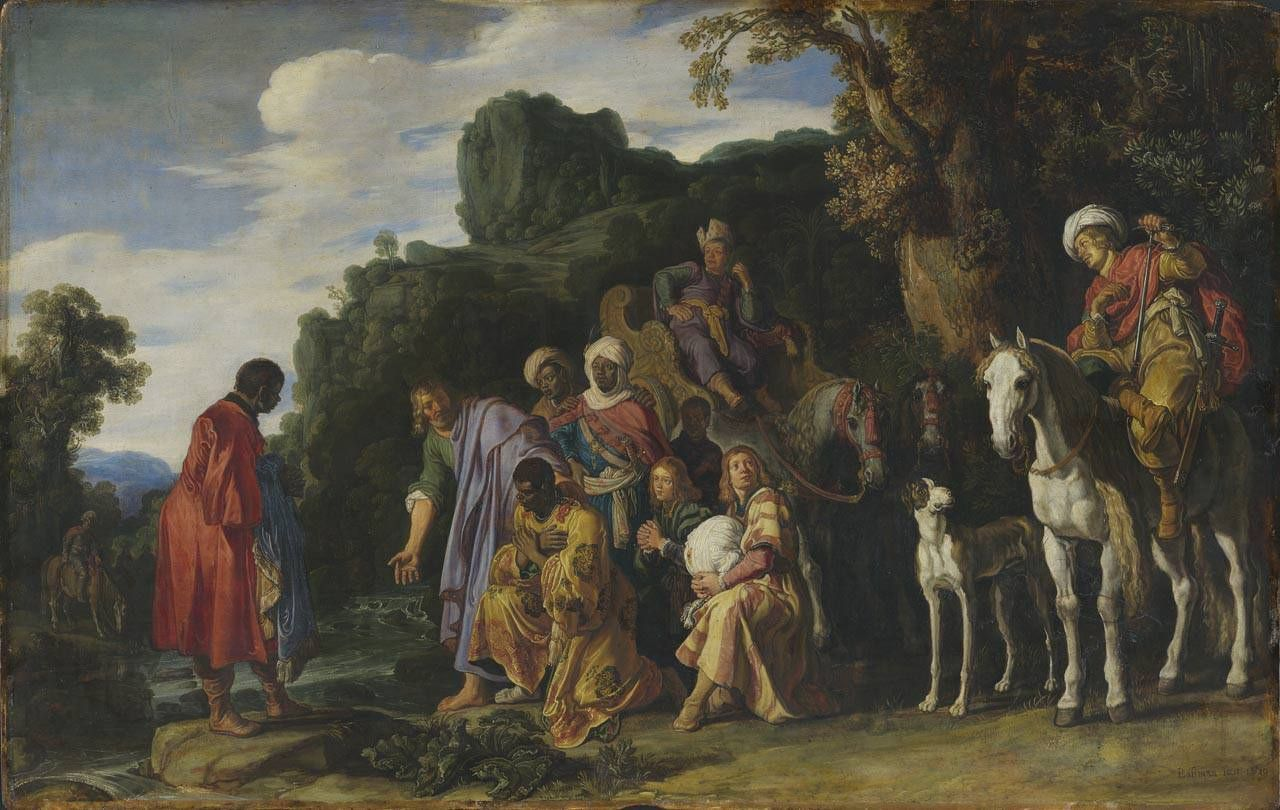
«Крещение евнуха» П. Ластмана 1620 год

«Крещение евнуха» стоит в одном ряду с другими ранними работами Рембрандта, которые очень похожи друг на друга с точки зрения живописной композиции, исполнения отдельных фигур и выбора цветов. Примерами могут служить «Христос, изгоняющий торговцев из храма» 1624 или 1625 года, «Пустите детей ко Мне» 1625 года, «Валаам и ослица» 1626 года и «Компания, исполняющая музыку» того же года. «Крещение евнуха» имеет формат и структуру деревянной панели, что ставит её в один ряд с «Валаамовой ослице» и «Музицирующими». Однако более грубо выполненный портрет слуги, стоящего за кучером, сильно напоминает арфистку в «Музицирующих» Рембрандта. Арфистку когда-то считали автопортретом Рембрандта, но с тех пор её идентифицировали с Яном Ливенсом. Эти сходства, метод работы, подпись, в которой нельзя сомневаться, и результаты технических исследований не оставляют сомнений в подлинности произведения.
В 2010 году Мартин Ройалтон-Киш, куратор из Британского музея, связал рисунок лежащей лошади, ранее приписываемый анонимному рисовальщику, а затем Яну Ливенсу, с Рембрандтом и «Крещением евнуха». При этом он отметил сходство анатомически упрощенного изображения на рисунке с головой правой лошади на картине Рембрандта «Крещение камергера» и лошадьми на картине «Давид с головой Голиафа перед Саулом». Нет такого сходства с рисунками, безусловно, Ливенса и с одним из его изображений лошадей.

### Крещение евнуха в христианском искусстве

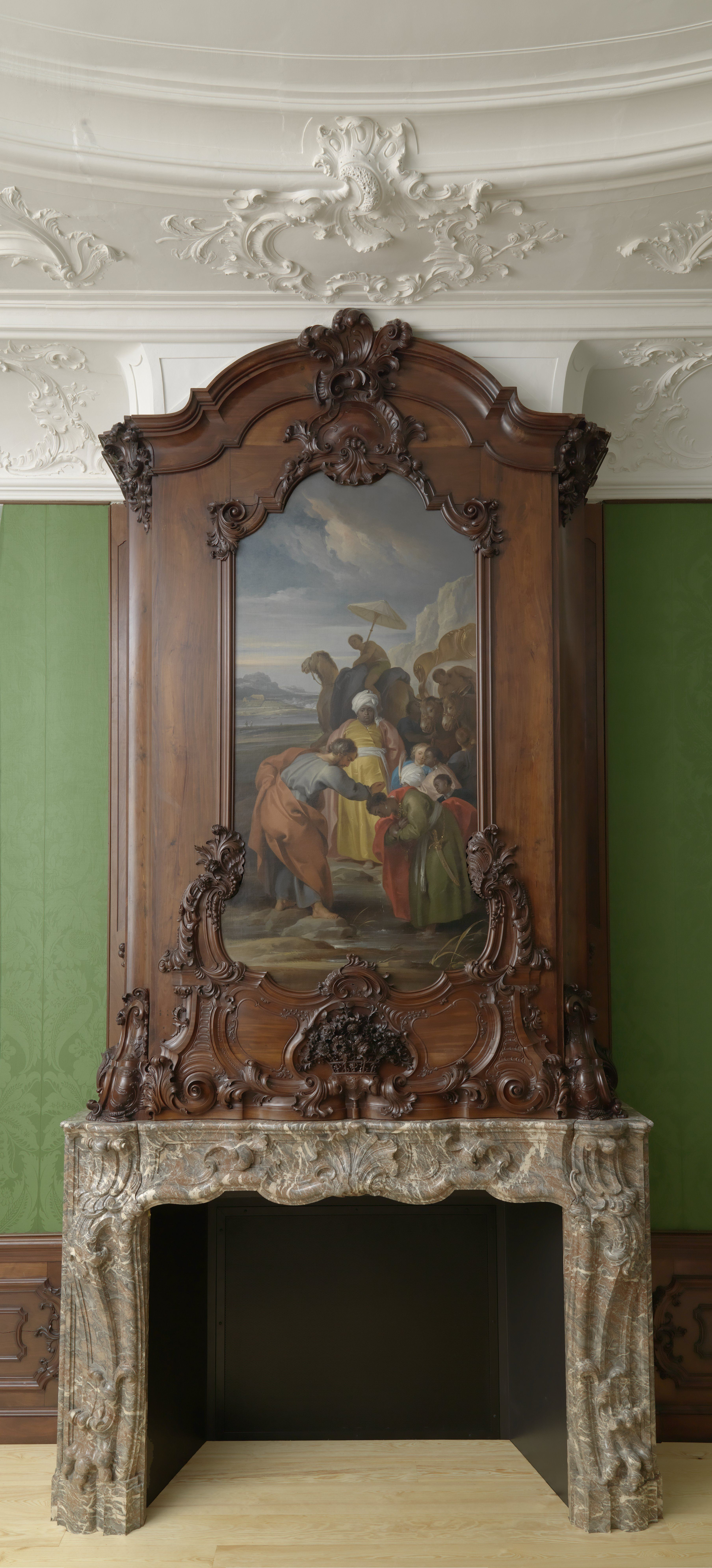
«Святой Филипп, крестящий евнуха», Якоб де Вит, 1748, масло на холсте, в камине из красного дерева и мрамора, высота 460 см.

В раннем и средневековом христианском искусстве сюжет «крещение евнуха» не играет значительной роли. Только в XVI веке этот мотив стали чаще изображать в Нидерландах. В этом контексте Филиппа-дьякона и Филиппа-апостола иногда путают, как на витраже Дирка Крабета, показанном ниже, для церкви Синт Янскерк в Гауде 1559 г. Некоторые изображения являются частью обширного цикла апостолов, как, например, гравюра на меди Филиппа Галле с Маартена ван Хеемскерка 1582 года, которая была напечатана вместе с другими многочисленными мотивами в качестве 15-го листа его Acta Apostolorum.
Писательские свидетельства кальвинистских Нидерландов XVII—XVIII веков неоднократно подчеркивают контраст между черной кожей камергера и чистотой его души после ее возрождения через крещение. В голландском искусстве сюжет крещения евнуха в основном исчез вскоре после 1660 года. Однако этот мотив стал популярен в Германии в XVIII веке, и многие его изображения восходят к живописным композициям Рембрандта.

### Дальнейшее развитие сюжета Рембрандтом

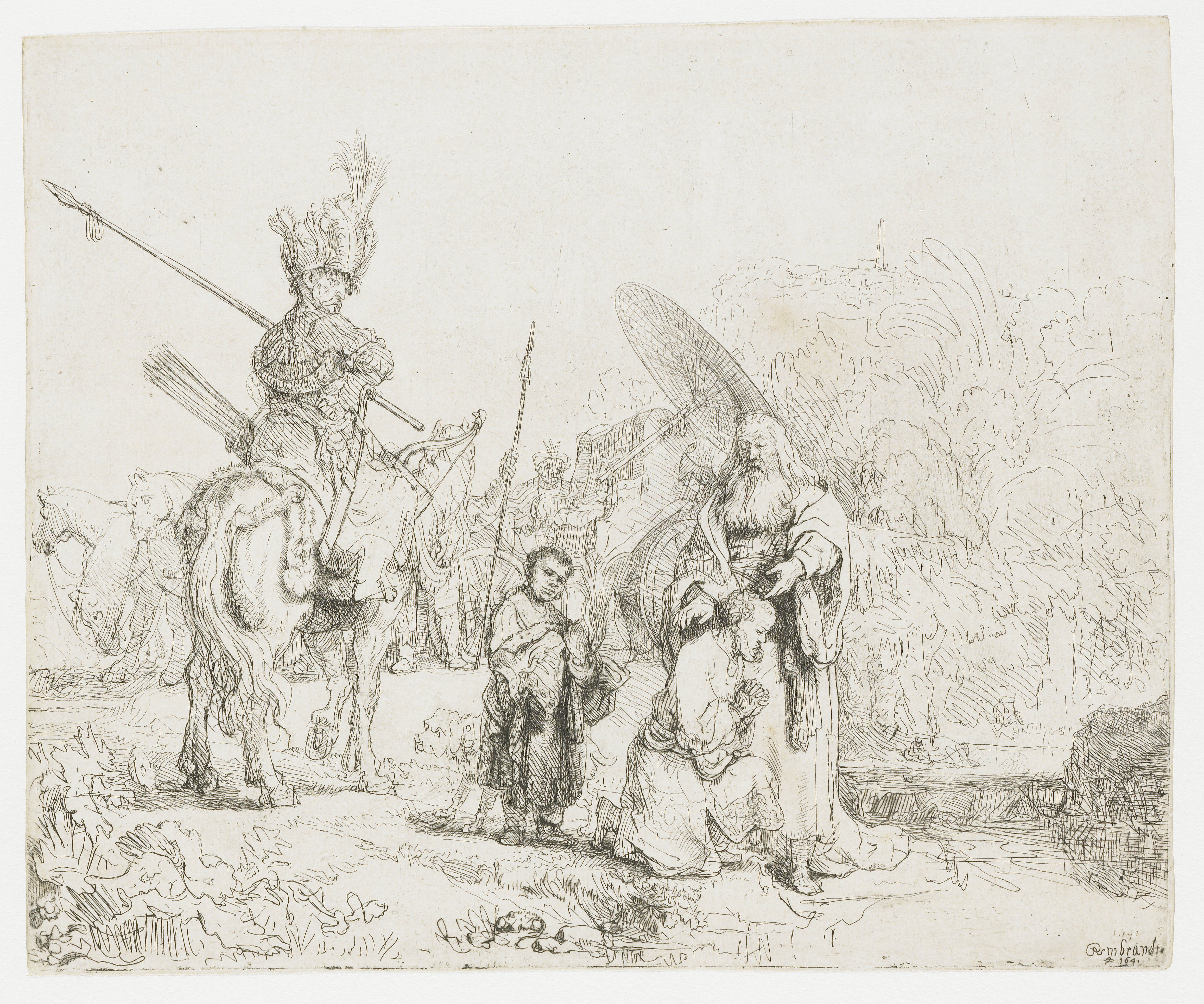
«Крещение евнуха», Рембрандт, 1641, Rijksmuseum Amsterdam

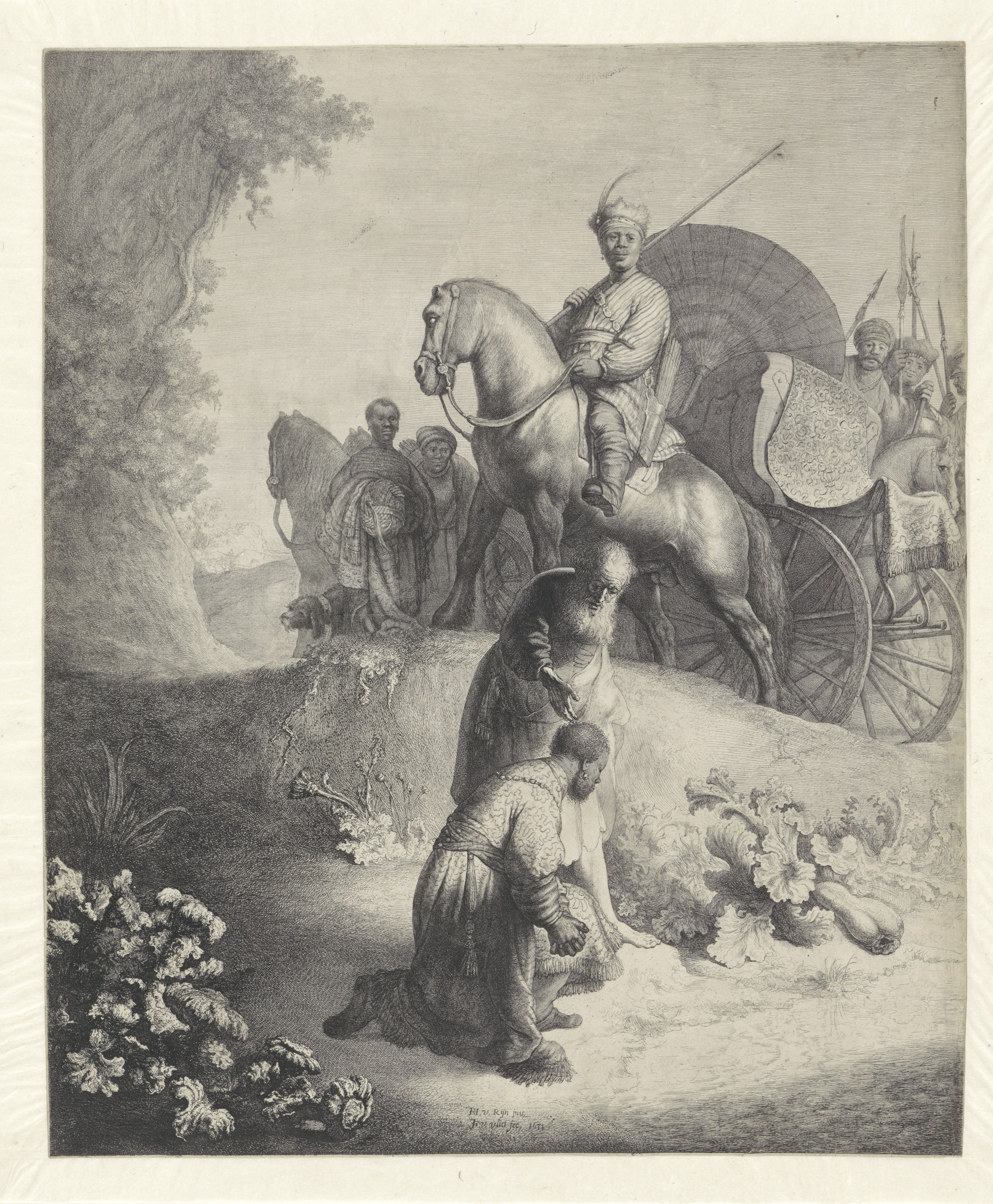
«Крещение евнуха», Ян Гиллисц. ван Влит, 1631, офорт по утраченной картине Рембрандта

После «Крещения евнуха» Рембрандт написал ещё одну картину с тем же сюжетом не позднее 1631 года, которая сохранилась только в копиях. Исключительно большая гравюра Яна Гиллиса ван Влита 1631 года воспроизводит картину с отсылкой к проекту Рембрандта на нижнем поле. Раскрашенная копия неизвестного ученика XVII века, одна из нескольких копий картины, в начале XX века находилась в коллекции великого герцога Мекленбургского в Мекленбурге-Шверине и была продана на аукционе Christie’s в Амстердаме неизвестному покупателю в 2008 году. Другая копия также находилась в Ландесмузее Ольденбурга в начале XX века и сейчас находится в коллекции Кремера в Нидерландах.
Рисунок мелом в Мюнхене датируется примерно 1635 годом, но нет никаких доказательств связи с другими работами. В 1641 году Рембрандт создал офорт формата 17,8 × 21,4 см, в котором вернулся к живописной композиции Ластмана. Рисунок пером и коричневыми чернилами, хранящийся в Лувре в Париже, считается черновиком этой гравюры.
В прошлом Рембрандту приписывали ещё одну картину, на которой сцена крещения изображена на фоне обширного пейзажа. Пейзаж с крещением евнуха в настоящее время считается работой Фердинанда Бола и передан компанией Pelikan AG в Нидерзехсишес Ландесмузеум Ганновера. Три рисунка с другим мотивом, все приписываемые утраченной работе Рембрандта, находятся в Купферстихкабинете Музея Херцога Антона Ульриха в Брауншвейге, в Шотландской национальной галерее в Эдинбурге и — с несколько иной композицией — в Художественном музее Фогга в Кембридже (Массачусетс).

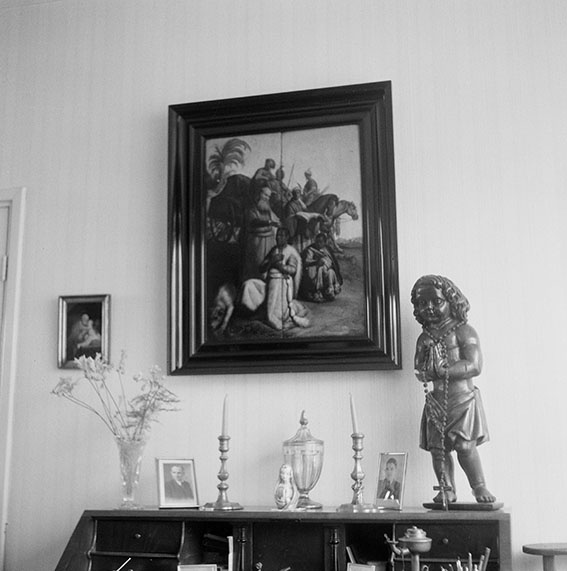
В гостиной последнего частного владельца, 1974 год

В 1977 году голландский искусствовед Анри Дефоер опубликовал эссе о «Крещении евнуха», в котором представил информацию об обстоятельствах находки и состоянии картины, а также художественно-историческую классификацию. Его оценки, особенно о подлинности картины, стали общеприняты в исследованиях. В 1982 году в первом томе своего «Corpus of Rembrandt Paintings» члены исследовательского проекта Рембрандта описали «Крещение евнуха» как хорошо сохранившийся оригинал 1626 года, который был достоверно подписан и датирован. Эта оценка была подтверждена в 2015 году в шестом томе. Кристиан Тюмпель поместил «Крещение евнуха» под номером 35 в своем каталоге картин Рембрандта, опубликованном в 1986 году.

## Провенанс
Об истории картины ничего не известно, она никогда не упоминалась в искусствоведческой литературе вплоть до её обнаружения. В 1973 году в Музей архиепископа в Утрехте, ныне Музей монастыря Святой Екатерины, обратилась пожилая дама из Неймегена с просьбой оценить средневековую картину с изображением Святого Франциска, которую она могла бы завещать музею. Во время своего визита в следующем году историк искусства Анри Дефоер обнаружил в гостиной дома рядом с вышеупомянутой картиной со Святым Франциском картину, которая напомнила ему ранние работы Рембрандта. Когда подозрения в авторстве Рембрандта усилились, картина была передана в музей, первоначально во временное пользование. По словам владелицы, родственницы архитектора Виллема Бийларда (1875—1940), картина была куплена её дедом около 1900 года.
Картина была приобретена в феврале 1976 года Архиепископским музеем Утрехта, ныне Музей монастыря Святой Екатерины. Покупка стала возможной благодаря финансовой поддержке фондов Vereniging Rembrandt и Prins Bernhardfonds.